# KIRBY CAFÉ
KIRBY CAFÉ（カービィカフェ）は、ハル研究所が開発し任天堂が発売しているゲームソフト『星のカービィ』シリーズの世界観をモチーフにしたテーマカフェである。ベネリック株式会社がライセンスを取得し店舗運営を行っている。

## 概要
本店舗の企画は、2016年7月7日にハル研究所の公式Twitter上で明らかにされた。以降、期間限定オープンの店舗として、大阪を皮切りに名古屋、東京、博多で出店した後、2019年12月12日に初の常設店舗「カービィカフェ TOKYO」が東京ソラマチにオープンした。予約優先制で、Web予約のみ受け付けている。グッズを揃えたグッズショップも併設されている。
店内のインテリアからメニューに至るまで世界観に合わせたデザインが施されており、特典付きのメニューを注文すると、食後にスタッフからメニューに合わせた食器や置物などが手渡される。店内BGMには、ハル研究所のサウンドチームによるゲーム使用曲のアレンジ曲が用いられており、これらの曲を収録したサウンドトラックCDも発売されている。
2023年4月13日には、テイクアウトスイーツ専門店「KIRBY CAFÉ PETIT（カービィカフェ プチ）」がオープンした。

## 利用ルール
利用に際して各種のルールが設けられている。
1. 入店後の写真・動画撮影や、SNSへの掲載は可能。
2. 予約優先制を取り、予約手続きはWeb予約のみ受け付けている。席の空き具合によっては予約無しでも入店可能。予約者は予約完了メールと身分証明書を提示する必要がある。
3. カービィカフェ TOKYOでは併設グッズショップのみの利用はできない（カービィカフェ HAKATAでは可能）。
4. 予約キャンセルは利用日の前日までに行う必要があり、キャンセル手続きなしに入店時刻から10分を過ぎても入店しなかった場合には当日キャンセルとなり、以後の予約も不可になる。
5. 入店時刻からの85分制（案内と会計の時間を含む）。何らかの理由で入店時間が遅くなり注文した料理の提供が行えない場合は、店舗スタッフによる入店者への確認の上で注文した料理のみキャンセルとなる。

## 沿革
- 2016年7月7日 - ハル研究所公式Twitterで企画を公表[3]。
- 2016年8月〜2016年11月 - 大阪を皮切りに名古屋（グッズ販売のみ）、東京と期間限定店舗としてオープン[8]。
  - 大阪（ルクア1100・10F）：2016年8月5日〜2016年9月25日[9]
  - 名古屋（名古屋パルコ西館6F）：2016年8月24日〜2016年9月4日[9]
  - 東京（東京ソラマチ4F）：2018年9月27日〜2018年11月11日[10]
- 2018年9月27日〜2019年9月23日 - 東京ソラマチの4Fにて期間限定店舗としてオープン。期間毎にメニューを刷新する形式をとるようになった。初めてWeb予約制を導入した。
  - 第一章：2018年9月27日〜2019年2月17日[11]
  - 第二章：2019年2月27日〜2019年6月2日[12]
  - Summer：2019年6月11日〜2019年9月23日[13]
- 2019年8月8日〜2020年2月24日 - 福岡県のキャナルシティ博多ノースビルのB1Fで期間限定店舗としてオープン[14]。
  - 第一章：2019年8月8日〜2019年11月4日
  - 第二章：2019年11月14日〜2020年2月24日
- 2019年12月12日 - 東京ソラマチ4Fに常設店舗「カービィカフェ TOKYO」がオープン[1]。Web予約により最長で約2ヶ月先までの予約を可能とした。
- 2020年3月12日 - キャナルシティ博多ノースビルB1Fに常設店舗「カービィカフェ HAKATA」がオープン[15]。
- 2021年3月12日 - 東京ソラマチ4Fにグッズショップ「Kirby Cafe THE STORE」が常設店舗としてオープン[16]。
- 2022年9月15日〜2023年2月5日 - 名古屋PARCOの2Fに期間限定店舗「カービィカフェ NAGOYA」がオープン[17]。
- 2023年4月13日 - 東京都の東京駅一番街B1 東京キャラクターストリートに「カービィカフェ PETIT 東京駅店」がオープン[6]。
- 2023年4月26日 - 大阪府の天王寺ミオ本館6Fに「カービィカフェ PETIT 天王寺店」がオープン[18]。
- 2024年11月21日 - 大阪府の大丸心斎橋店本館9Fに常設店舗「カービィカフェ OSAKA」がオープン[19]。

## サウンドトラック
- The Sound of Kirby Café／サウンド・オブ・カービィカフェ（2016年11月23日、ハル研究所、KBCI-00001、全12曲）[5]
- The Sound of Kirby Café 2／サウンド・オブ・カービィカフェ2（2019年12月12日、ハル研究所、KBCI-00014 、全15曲）[20]